# 317년

## 연호
- 서진(西晉) 건흥(建興) 5년
- 동진(東晉) 건무(建武) 원년
- 성한(成漢) 옥형(玉衡) 7년
- 전조(前趙) 인가(麟嘉) 2년
- 전량(前凉) 건흥(建興) 5년

## 기년
- 동진(東晉) 원제(元帝) 원년
- 신라(新羅) 흘해 이사금(訖解泥師今) 8년
- 고구려(高句麗) 미천왕(美川王) 18년
- 백제(百濟) 비류왕(比流王) 14년

## 사건
- 중국, 동진의 설립